# Пересмотренное традиционное правописание

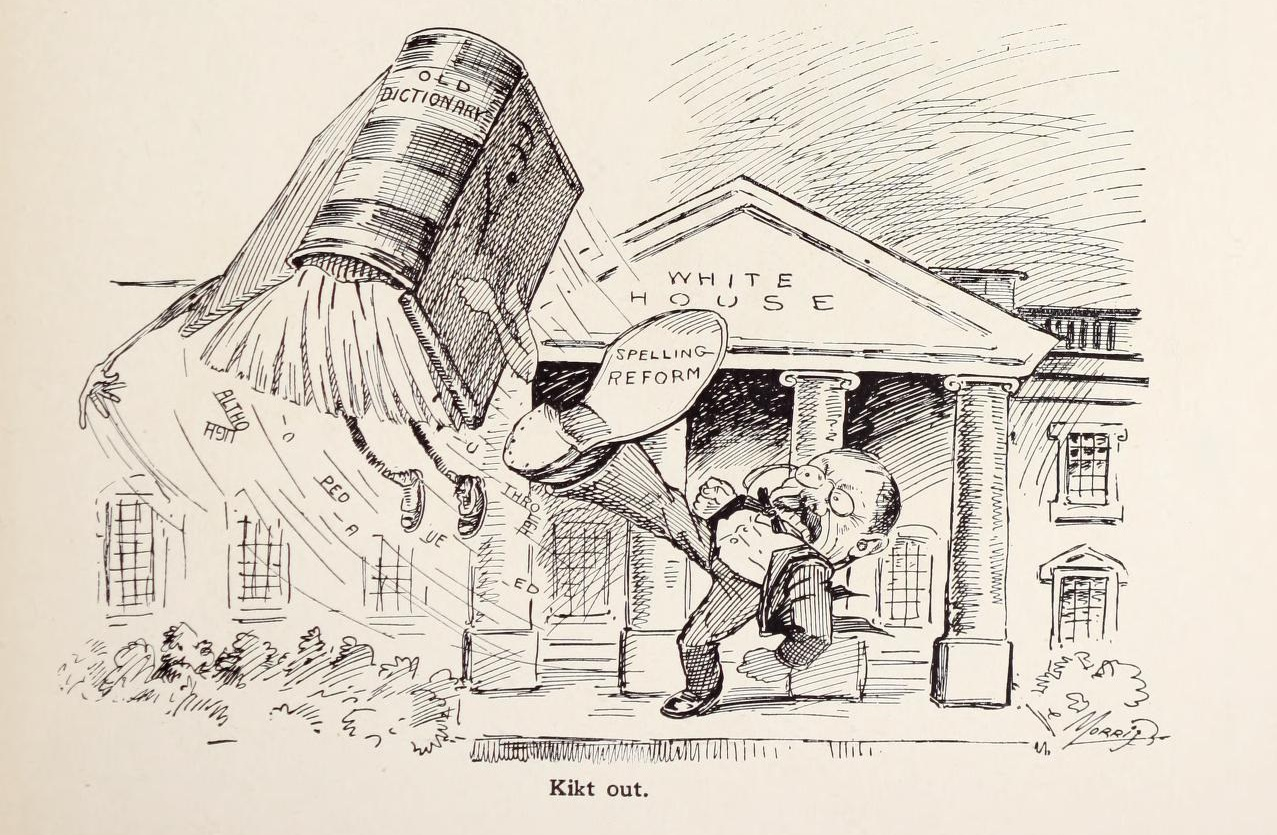
Моррис, Уильям Чарльз. «Kikt out» (карикатура на проект Теодора Рузвельта по принятию новой орфографии). 1908

«Пересмотренное традиционное правописание» (англ. Traditional Spelling Revised; сокр. TSR) — проект реформы правописания английского языка, представленный в 2010 году Стивеном Линстедом. В отличие от традиционной английской орфографии (далее для краткости обозначаемой «ТАО»), в TSR в гораздо большей степени соблюдается «фонетический принцип» (называемый также алфавитным или алфавитно-фонетическим), согласно которому буквы и сочетания букв (графемы) используются для представления звуков устной речи (фонем) на основе чётко сформулированных правил.
Одной из главных трудностей при изучении английского языка является существенное несоответствие написания и произношения слов — одна и та же буква или сочетание букв в разных словах читается по-разному, причём правила чтения весьма многочисленны и изобилуют исключениями. Например, сочетание ough в разных словах имеет девять вариантов чтения. В TSR число таких нарушений сведено к минимуму, и это должно, по замыслу авторов проекта, улучшить грамотность, ускорить и удешевить обучение, а также повысить престиж и полезность английского языка в качестве международного.
В марте 2021 года TSR был одобрен Международным конгрессом по правописанию английского языка в качестве предпочтительной альтернативы ТАО. Конгресс отложил дальнейшие действия на пять лет для выяснения вопроса, на какую общественную поддержку этот проект может рассчитывать. Общество английского правописания, спонсор Конгресса, также оказывает TSR определённую поддержку и рекламу.
По сравнению с другими проектами реформы английской орфографии TSR является относительно консервативной схемой, он претендует на небольшое изменение всего (по разным оценкам) от 8 до 18 % английских слов. Он стремится сохранить основные правила ТАО, но применять их более последовательно, тем самым значительно уменьшая количество исключений, которые приходится запоминать. Написание слов заменяется (по сравнению с ТАО) только тогда, когда оно не укладывается в рамки правил. TSR позволяет в большинстве случаев правильно предсказать произношение по правописанию; обратное не всегда верно, но число неоднозначных написаний по сравнению с ТАО радикально уменьшено.

## Представление английской фонетики в TSR
TSR имеет собственные правила, сопоставляющие каждой фонеме английского языка одно или более сочетаний букв (графем), произношение которых соответствует этой фонеме. Правила TSR допускают некоторые исключения, которых, однако, гораздо меньше, чем в ТАО. Подробности см. на интернет-странице полного руководства по TSR.

### Что TSR сохраняет
TSR использует стандартный латинский алфавит, большинство букв и сочетаний букв в TSR произносятся так же, как в ТАО, и с тем же ударением. Для указания места ударения в некоторых случаях введены специальные средства: апостроф, дефис и умлаут.
В значительной степени сохранены правила:
- (Magic e) Буква e в конце слова не произносится, но изменяет произношение других букв (удлиняя гласную). Это происходит в сочетании (гласная + согласная + e) — например, в слове like.
- (Doubling rule) Если односложное слово заканчивается сочетанием краткая гласная + согласная, то при добавлении к слову окончания (например, -ed, -ing) согласная удваивается. Примеры: skip — skipping, но: nail — nailed, потому что здесь гласная не краткая. В многосложных словах, если за ударной гласной следует одна согласная + ещё одна гласная, предыдущая гласная обычно удлиняется: sad / sadist, set / scenic, bit / biter, fun / fuming.

Если в ТАО буква или буквы могут обозначать более одного звука, правила для предсказания произношение обычно сохраняются и систематизируются. Также из ТАО сохранены некоторые суффиксы и другие распространённые сочетания, не полностью соответствующие основным правилам ТАО, но однозначно определяющие произношение.
Целиком сохранены (несмотря на несоответствие правилам TSR):
- личные местоимения и прилагательные: I, you, he, she, we, me, us, they, your, their(s), them;
- вариации глаголов to be и to have: are, was, were, have, having;
- названия чисел, дней недели, месяцев и сезонов года: one, two, four, seven, Wednesday, April, autumn;
- указательные прилагательные, местоимения и наречия: than, that, then, thence, there, these, this, those, thus;
- вопросительные местоимения: what, where, who, whose.

Также сохранены несколько общеупотребительных слов:
- the, of, to(day), any(one), (e)very, eye, (n)either, nothing, some, super, with, woman, women, yes.

### Что TSR изменяет
В TSR написание слова изменяется по сравнение с ТАО, если оно либо не соответствует базовым правилам (ТАО или TSR), либо неоднозначно. Основные категории изменений перечислены ниже.
- Исправление неправильного применения правила Doubling rule. Пример: accommodate → acommodate.
- Исправление неправильного применения правил произношения буквы s — она произносится как /s/ (а не /z/) в следующих случаях:
  - в начале слова (например, snake);
  - перед или после звуков /k/, /f/, /p/, /t/ (например: clicks, ask, cliffs, transfer, clips, wisp, its, most);
  - в составе приставок dis- или mis- (например: dismay, misrule);
  - после приставок con-, per- (например, consent, persistent);
  - в составных словах, состоящих из двух полноценных слов типа homesick, ransack.

Если вышеприведённые условия не выполняются, то s может быть удвоен, чтобы сохранить звук /s/, например: miss, mass, missing, или написание слова может быть изменено, чтобы соответствовать произношению, например: gas → gass. Некоторые приставки могут быть разделены дефисом для обеспечения звука /s/, например: re-send, co-signatory. В остальных случаях s обычно произносится как /z/.
- Устранение неоднозначности для буквосочетаний, которые в ТАО могут обозначать более одного звука. Например, сочетание ow представляет совершенно разные звуки в словах low и  town, поэтому, для однозначности, TSR использует ow только для дифтонга /aʊ/ и соответственно переделывает написание некоторых слов: low → lo.
- Удаление лишних букв, например: [w]rong, [g]nash, campai[g]n, de[b]t. Непроизносимое e в конце слова опускается, если предшествующая гласная краткая: love → luv, dove → duv, глагол live → liv, или если нужды в нём нет: leave → leav, freeze → freez, solve → solv.
- Введены две новые комбинации букв: aa и uu.

### Таблица представления гласных звуков
Символ чёрточки в графе «Буквы» означает шаблон, в котором возможно наличие на месте чёрточки сочетания букв. Например, шаблону a-e соответствуют слова face или rate. Место ударения в слове часто обозначается удвоением следующей согласной.
| Звук (фонема) | Буквы (графемы)                     | Образцы произношения                         | Примеры изменений правописания                                                                       | Комментарии |
| ------------- | ----------------------------------- | -------------------------------------------- | --- | --- |
| æ             | a                                   | pan                                          | laugh, plaid → laff, plad                                                                            | TSR сохраняет написание aunt |
| ɛ             | e                                   | pen                                          | friend, heifer, ready → frend, heffer, reddy                                                         | TSR сохраняет написания again, against, any, many. В TSR для представления этого звука никогда не используется ea; например: weapon → weppon |
| ɪ             | i, -y                               | city                                         | business, pretty, system → bisness, pritty, sistem                                                   | TSR сохраняет написание women. В TSR буква y обозначает этот звук только на конце слов: holy, myth → mith |
| ɒ             | o                                   | pot                                          | wash, cough → wosh, coff                                                                             | TSR сохраняет написания what и was |
| ʌ             | u                                   | pun                                          | country, come, blood → cuntry, cum, blud                                                             | TSR сохраняет написания other, another, brother, mother, smother, а также none, nothing, some, one |
| eɪ            | a-e, a, ai, ei, -ay, -ey, eigh      | face, Avon, laid, vein, stay, they, neigh    | break, gauge, bass → braik, gaige, baiss                                                             | В TSR для представления этого звука никогда не используется ea; например: steak → staik |
| iː            | e-e, ee, ea                         | scene, feed, lead                            | key, piece → kee, peece                                                                              | TSR сохраняет написания either и neither. В TSR для представления этого звука никогда не используется ie; например: believe → beleev |
| aɪ            | i-e, i, ie, y, -ye, -uy, igh        | side, idol, die, why, dye, buy, sigh         | height, style → hight, styl                                                                          | TSR сохраняет написание eye, хотя предлагаются варианты y и ie |
| oʊ            | o-e, o, -oe, oa                     | bone, banjo, floe, moan                      | only, own, sew, show → oanly, oan, soe, sho                                                          | В TSR для представления этого звука никогда не используются ou и ow; например: soul → soal, low → lo |
| juː           | u-e, u, ue, ew, eu                  | tune, unit, due, few, Europe                 | view, beautiful → vew, buetiful                                                                      | Сочетание eu используется только в словах греческого происхождения: queue → kue |
| uː            | oo                                  | food                                         | canoe, group, rule, move → canoo, groop, rool, moov through → throo (не thru, как в других проектах) | TSR сохраняет написания you, who, whose, whom, two, to, super |
| ʊ             | uu                                  | pudding                                      | stood, bosom, pudding → stuud, buusom, puuding                                                       | TSR сохраняет написания could, should, would, а также woman |
| ɔɪ            | oi, oy                              | boil, boy, deploying                         | | По умолчанию используется oi, вариант oy ставится обычно в конце слова или перед гласной |
| ɛə            | air, eir, -are                      | stair, their, bare                           | bear, wear → bair, wair                                                                              | TSR сохраняет написания where, there |
| ɑː            | aa, al                              | father, palm                                 | father → faather                                                                                     | aa — новая комбинация букв, но применяется редко |
| aʊ            | ou, ow, ough                        | proud, now, gown, bough                      | | По умолчанию используется ou, вариант ow ставится обычно в конце слова, перед гласной или перед n. В редких случаях используется ough (для прочих случаев, где в ТАО употребляется ough, в TSR предусмотрены замены, например: cough → coff, enough → enuff, through → throo)                   |
| ɔː            | au, aw, a(ll), a(l)-, augh, ough(t) | fraud, lawyer, call, always, daughter, ought | broad, water → braud, wauter                                                                         | По умолчанию используется au, вариант aw ставится обычно в конце слова, перед гласной или yer. al используется только в начале слова и там, где подразумевается всеобщность: always, altogether, alright, already → alreddy, almighty; исключение — слова арабского происхождения вроде algebra |
| ɪə            | -eer, -ear, -ere                    | beer, hear, here                             | weird, fierce → weerd, feerce                                                                        | |

## Особенности
TSR в основном консервативен, но иногда достаточно радикален. Ниже перечислены некоторые его особенности, для получения дополнительной информации см. полное руководство.
TSR в значительной степени сохраняет (обычные для проектов реформы орфографии) правила работы с «непроизносимым e» и удвоения для обозначения длины фонем.
- Конечное e обычно опускается, если ему предшествует краткая гласная: dove → duv, live → liv (при условии, что live — глагол).
- TSR исправляет случаи, когда правило удвоения было неправильно применено: committee → comittee, accommodate → acommodate.
- Как сказано выше, удвоенные согласные указывают на место ударения (например, edducate, perrish). TSR не предусматривает никаких особых правил для ударения, однако attack → atack, потому что «a» перед «tt» не ударная.

TSR сохраняет некоторые неправильные варианты написания, такие как имена собственные, распространённые неправильные и заимствованные слова: police, machine, camera, coup, restaurant. Суффиксы, такие как -tion, -cial, -sure также сохраняются. Суффикс прошедшего времени -ed сохраняется; например, stopped, а не stopt.
TSR сохраняет некоторые последовательности букв, даже если они неправильные. Их называют «подгруппами» (англ. sub-groups):
- -alk (talk, walk), -aste (taste, waste), -ign (benign, sign), -ild (mild, wild), -ind (find, mind), -ald (alder, bald), old (old, gold), -olk (folk, yolk), -ould (could, would), -other (brother, mother), war (warm, dwarf), wor- (worm, worst).

TSR удаляет лишние буквы, но не всегда — надо по-прежнему писать:
- easy, а не esy, high, а не hi, letter, а не letr, lie, а не li, pack, а не pak, stopped, а не stopd, switch, а не swich.

В основном сохраняется непроизносимое gh (high, bough, bought, eight). Однако though сокращается до tho, а through становится throo, В ряде слов gh заменяется на ff (laff, coff, enuff).
Диграф th продолжает использоваться как для /θ/, так и для /ð/. Написание ph сохраняется в словах греческого происхождения.
TSR обычно сохраняет графемы, используемые в ТАО для фонемы «шва» (неопределённого звука во многих безударных слогах).
TSR различает фонемы ue /juː/ и oo /uː/: due, blue → bloo, truth → trooth. Также различаются oo /uː/ и uu /ʊ/: roof, book → buuk, push → puush.

## Омофоны в TSR
Одна из проблем любой фонетической реформы английской орфографии — возникает большое число новых омофонов, то есть слов, которые при одинаковом или близком произношении означают разные понятия. Пример: если knew → new, то эти два слова становятся неразличимы; то же в случае замены whole → hole и т. п.
Некоторые фонемы имеют несколько разных моделей написания, что помогает визуально различать омофоны: (main, mane), (buy, by, bye), (cite, site, sight). Для их различения в TSR используются апостроф, дефис и диерезис, они позволяют предсказать произношение некоторых комбинаций гласных:
'hole(whole), 'our(hour), cre-ate / creäte(create)
TSR сохраняет часть ситуаций, когда написание омофонов не совпадает. например, stare / stair, sight / site / cite, none / nun, scene / seen, tail / tale. Другие написания намеренно изменены: bear → bair, чтобы отличить от bare, great → grait, чтобы отличить от grate, blue → bloo, blew → blooh. Однако нет простых средств для визуального разделения or / ore / oar.

## Пример текста в новой орфографии
Ниже приводится знаменитая «Геттисбергская речь» Авраама Линкольна в пересмотренной орфографии. Слова с изменённым написанием выделены бирюзовым цветом

Fourscor and seven years ago our faathers  brought forth, on this continent, a new nation, conceeved in libberty and deddicated to the proposition that all men are creäted equal.
Now we are engaged in a grait civil war, testing whether that nation, or any nation so conceeved, and so deddicated, can long endure. We are met on a grait battle-feeld in that war. We have cum to deddicate a portion of that feeld, as a final resting place for those who here gave their lives, that that nation might liv. It is altogether fitting and propper that we should do this.
But in a larger senss we cannot deddicate, we cannot consecrate, we cannot hallo this ground. The brave men, livving  and  ded, who struggled here, have consecrated it far abuv our poor power to add or detract. The world will little note, nor long remember, what we say here, but it can never forget what they did here. It is for us the livving, rather, to be  deddicated to the grait task remaining befor  us that from these onored ded we take  increassed  devotion to that cause for which they gave the last fuul mesure of devotion — that we here highly resolv that these ded shall not have died in vain, that this nation, under God, shall have a new birth of freedom, and that guvvernment of the peeple, by the peeple, for the peeple, shall not perrish from the erth.

Всего слов: 243, изменено написание у 39 (16 %).